# Nostra nau
Nostra nau fou un programa de televisió divulgatiu sobre astronomia i exploració de l'espai, ideat i dirigit per Xavier Berenguer i presentat per Anna Vilella. Fou una coproducció de Televisió de Catalunya i Benecé Produccions, amb la participació de l'Agrupació Astronòmica de Sabadell.
El programa constà de 150 capítols, d'una duració aproximada de 5 minuts, amb imatges provinents de l'observació i animacions per ordinador.
Fou emès al K3/C33 dels mesos d'octubre de 2001 a juny de 2002 i d'octubre de 2002 a maig de 2003. I posteriorment, per la Xarxa de Televisions Locals (XTVL).
El febrer de 2004, i amb la col·laboració del Departament d'Educació de la Generalitat de Catalunya, es van publicar 3 DVD amb la sèrie completa en vídeo d'alta qualitat.
Entre l'abril de 2005 i el febrer de 2007 s'editaren 12 números de la revista nostra nau, una publicació bimestral dedicada a l'astronomia, la primera en català, realitzada per un grup de seguidors de la sèrie.